# Colliguaja odorifera
Colliguaja odorifera är en törelväxtart som beskrevs av Juan Ignacio Molina. Colliguaja odorifera ingår i släktet Colliguaja och familjen törelväxter. Inga underarter finns listade i Catalogue of Life.

## Bildgalleri

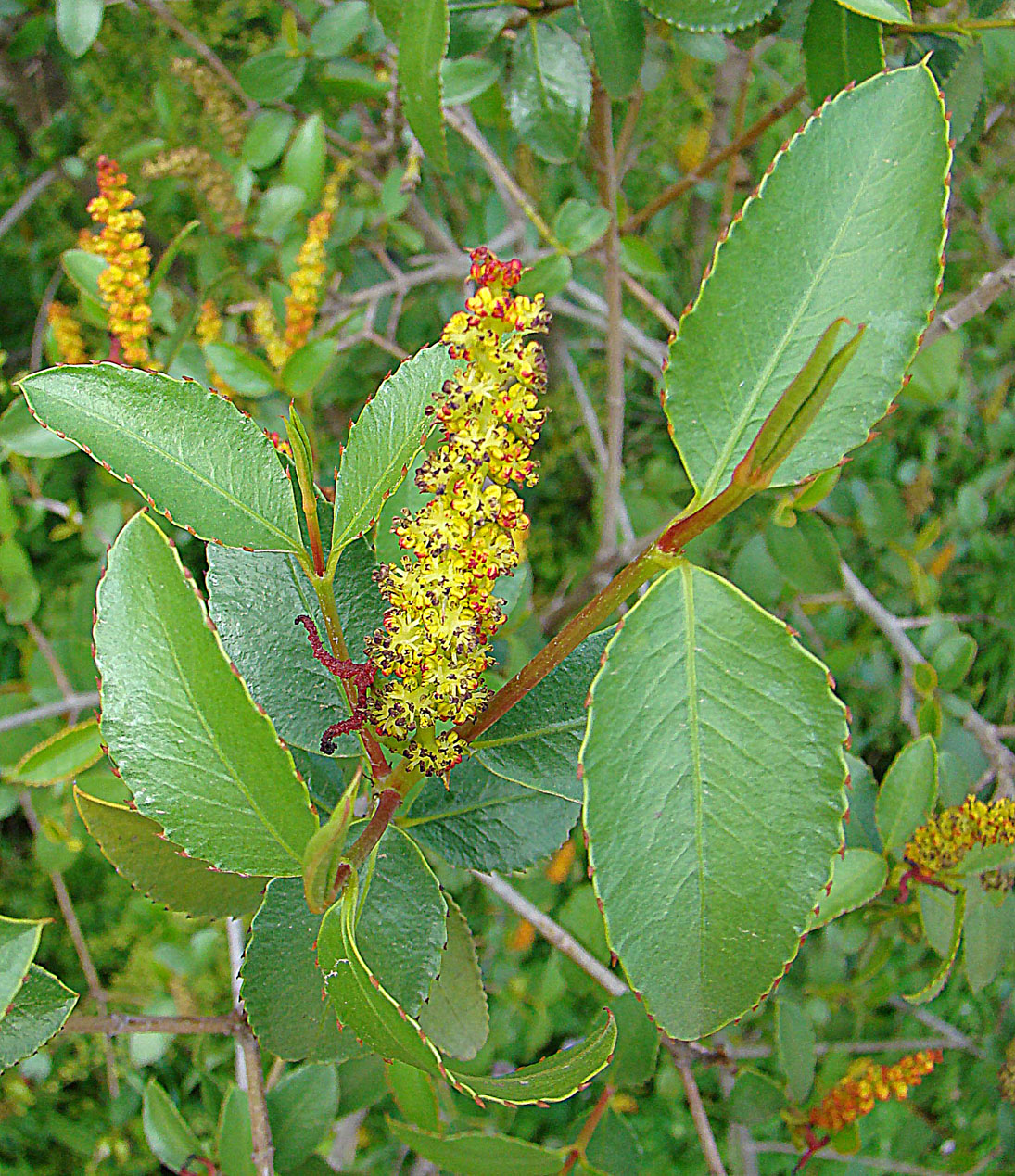
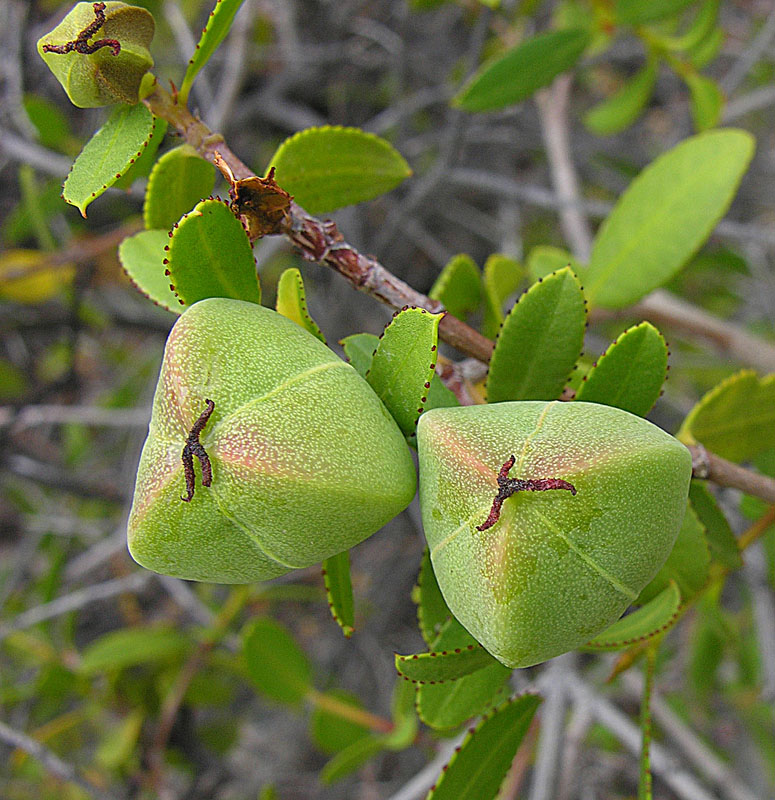